# Consolidated Edison
Consolidated Edison (Con Edison) ist ein US-amerikanisches Unternehmen mit Firmensitz in New York City. Das Unternehmen ist im Aktienindex S&P 500 und im Dow Jones Utility Average gelistet. In New York City betreibt das Unternehmen das größte kommerzielle Fernwärmenetz der USA.

## Struktur
Con Edison ist ein Holdingunternehmen. Die meisten Mitarbeiter sind bei den Tochterunternehmen Consolidated Edison Company of New York, Inc. (CECONY) und Orange and Rockland Utilities, Inc. (O&R) beschäftigt. CECONY ist im Raum New York City und Westchester County tätig, O&R versorgt den Südosten des Bundesstaates New York sowie Teile von New Jersey und Pennsylvania. Weitere Gesellschaften sind Con Edison Solutions, Con Edison Energy und Con Edison Development.

## Geschichte
Das Unternehmen ist als Energieversorger in New York City sowie in den Bundesstaaten New York, New Jersey und Pennsylvania tätig. 1823 wurde das Unternehmen New York Gas Light Company gegründet.
1824 ging das Unternehmen an die Börse in New York City. Das Unternehmen hält den Rekord als ältestes noch bestehendes Unternehmen, das an der Börse in New York City (NYSE) gelistet wird.
1884 wurden sechs Erdgasversorger in das Unternehmen eingegliedert, das in Consolidated Gas Company umbenannt wurde. Das Unternehmen begann in Manhattan mit der Erdgasversorgung seiner Kunden. 
Con Edison’s Geschäft mit der Elektrizität reicht zurück bis 1882, als Thomas Edisons Edison Illuminating Company of New York mit der Lieferung elektrischer Energie an 59 Kunden in Lower Manhattan begann. Nach dem „Stromkrieg“ gab es über 30 verschiedene Firmen, die Strom erzeugten und an Kunden in New York und Westchester County vertrieben. In den 1920er Jahren waren es dann schon bedeutend weniger dieser Firmen, wobei die zu dem Zeitpunkt bereits zu Consolidated Gas Company gehörende New York Edison Company der klare Marktführer war.
Im Jahr 1936, zu einem Zeitpunkt, zu dem die Verkäufe elektrischer Energie die Gasverkäufe überholt hatten, wurde die Firma umgewandelt und der Name in Consolidated Edison Company of New York, Inc geändert. Seitdem wurden diverse weitere Firmen übernommen, und inzwischen liefert die Firma nicht nur Strom und Gas, sondern auch Fernwärme.
Consolidated Edison stellte die Lieferung von Gleichspannung erst Ende November 2007 endgültig ein. Zuletzt waren vor allem noch ältere Aufzüge in Manhattan auf die Gleichspannungsversorgung angewiesen, 1998 wurden noch 4.600 Kunden mit Gleichspannung beliefert. Die Aufzüge wurden bei der Einstellung der Versorgung mit Gleichrichtern auf Wechselspannung umgestellt oder erneuert.
2022 vereinbarte der deutsche Energiekonzern RWE den Kauf der Sparte Con Edison Clean Energy Businesses.